# Igreja da Intercessão da Virgem no Nerl
A Igreja da Intercessão da Virgem no Nerl (em russo:  Церковь Покрова на Нерли) é um edifício religioso de pedra branca localizado no Oblast de Vladimir na Rússia, a um quilômetro e meio de Bogoliubovo e a treze quilômetros da cidade Vladimir. É um modelo notável da escola de arquitetura de Vladimir - Susdália e da antiga arquitetura russa. É famosa pela harmonia de suas dimensões. Recebe seu nome do festival religioso ortodoxo de 14 de outubro, o da intercessão da Mãe de Deus, estabelecida na Rússia em meados do século XII por iniciativa de André I de Vladimir. É provavelmente a primeira igreja dedicada à intercessão da Mãe de Deus na Rússia. É também um dos principais representantes da arquitetura russa pré-mongol na lista de edifícios pré-mongóis da Rússia e, como tal, foi inscrito na Lista do Patrimônio Mundial da UNESCO em 1992, nos monumentos de Vladimir e de Susdália.

## História
Segundo a tradição, assume-se o ano de 1165 como o ano de construção da igreja da Intercessão. Segundo o historiador Nikolai Voronin, o templo foi construído a pedido de André I de Vladimir em memória da morte de seu filho, o grande príncipe Iziaslav Andreïevitch     Era perto de um de seus antigos palácios. Uma pesquisa mais atual conduzida por Sergei Zagraevsky  e Tatiana Timofeïeva , de acordo com informações de crônicas antigas, apoiam a hipótese de uma data anterior de construção, mais perto de 1158 .
Segundo a lenda sobre a vida de André I, a pedra branca necessária para a construção da igreja foi trazida de suas expedições no canato búlgaro do Volga. Mas essa lenda é refutada como verdade histórica, seguindo os resultados das análises paleográficas da pedra usada pelos construtores da igreja  .
Em 1784, devido à baixa renda da igreja da Intercessão, a superiora do convento de Bogoliubov (à qual ela pertencia) planejava usar materiais para construir uma torre sineira no mosteiro. Mas ele não tinha dinheiro suficiente para começar o trabalho.

## Arquitetura

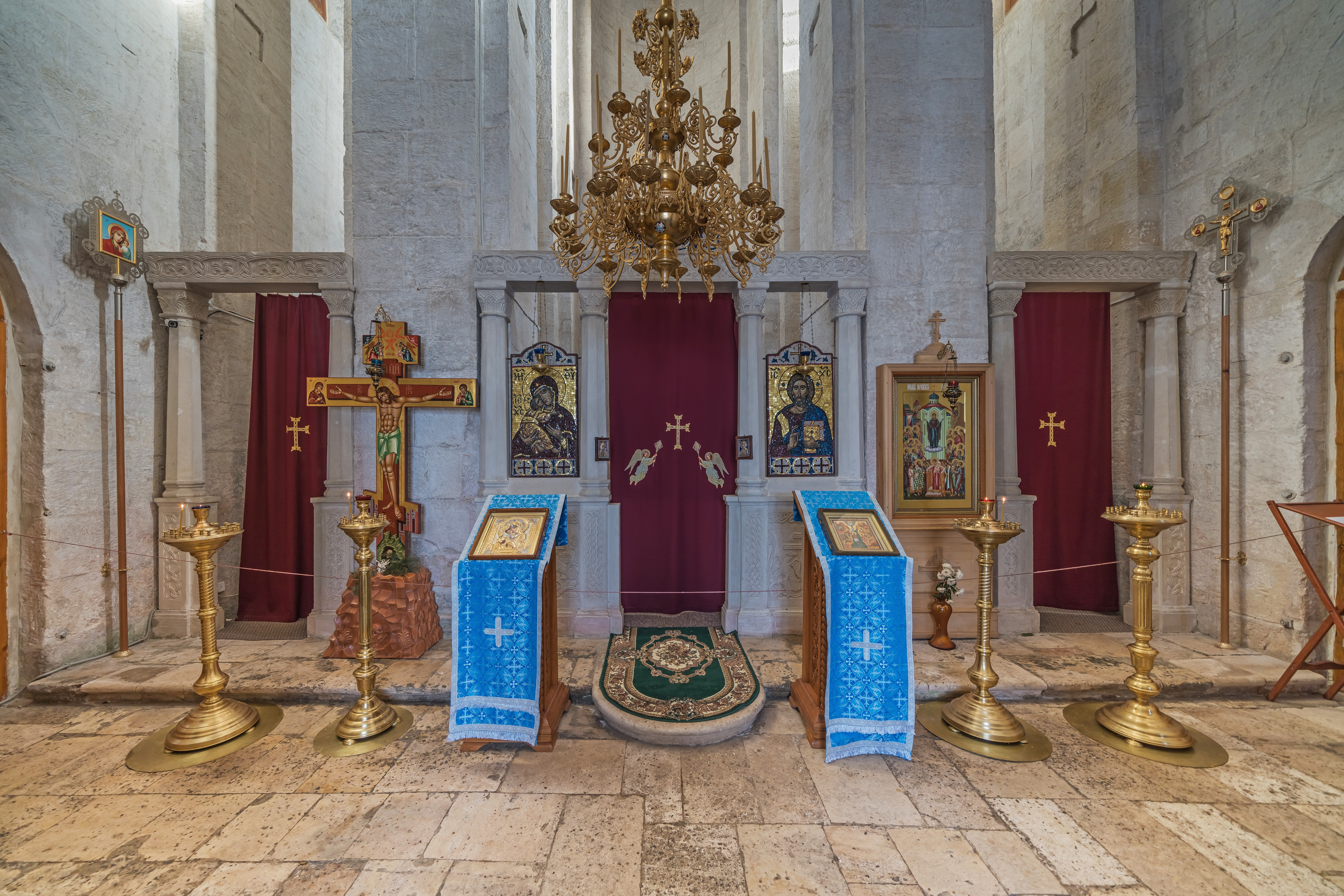
O interior da igreja

O local onde a igreja da Intercessão está construída é único: um pouco mais alto, em um pasto ao longo de um rio. No passado, perto da igreja havia um riacho: o rio Nerl, afluente do rio Kliazma (o leito atual do rio mudou de local). A igreja estava praticamente na confluência de duas importantes vias navegáveis comerciais. Vindos do leste e do sudeste pelo rio Volga e pelo rio Oka, comerciantes e viajantes chegaram ao Kliazma perto de Vladimir .
A igreja da intercessão é construída sobre fundações de 1,6 metros de profundidade. Estas são cobertas com pedras de 3,7 metros de comprimento, cobertas com solo argiloso para formar a cúpula, adornada com pedra branca. No final, as fundações são encontradas a uma profundidade total de cinco metros da superfície do solo. Essa técnica permitiu solucionar os problemas relacionados ao transbordamento do rio, que pode atingir cinco metros de altitude durante as grandes inundações. Quando esses transbordamentos ocorrem, a igreja parece flutuar na água, o nível da água do rio às vezes alcançando os limiares de suas portas. No entanto, ela permanece protegida pela ilha que se forma ao seu redor. O volume original do século XII foi preservado sem alterações até hoje - planta quadrada pequena (cerca de 10x10 metros se não levarmos em conta a abside, a base quadrada sob a torre com vista para o construção mede 3,2 metros de lado). É uma igreja cruzada listada, sustentada por quatro pilares e composta por três absides, incluindo uma principal com colunas em arco e portais enfeitados com baixos-relevos. As paredes do edifício são perfeitamente verticais, mas, devido à escolha das proporções ideais, parecem inclinadas para dentro, o que dá a impressão de que o edifício é maior do que na realidade. As partes proeminentes das fachadas (frisos, bordas dos arcos, colunas das fachadas) estão sublinhadas, para tornar o edifício mais delgado. As janelas são muito estreitas, o que torna o interior da igreja muito escuro para realizar serviços religiosos sem a luz das velas.
Essa arquitetura herdada da planta quadrada de Bizâncio, quatro pilares e três abside é comum entre às igrejas de Vladimir e Susdália e às de Kiev, como Santa Sofia de Kiev e Santa Sofia de Novgorod . Por outro lado, o uso de materiais é significativamente diferente. As igrejas de Kiev são construídas de tijolos, enquanto as de Vladimir e Susdália são de pedras brancas extraídas das pedreiras do rio Kama e trazidas pela água. Além disso, eles são muito menores em proporção  . 

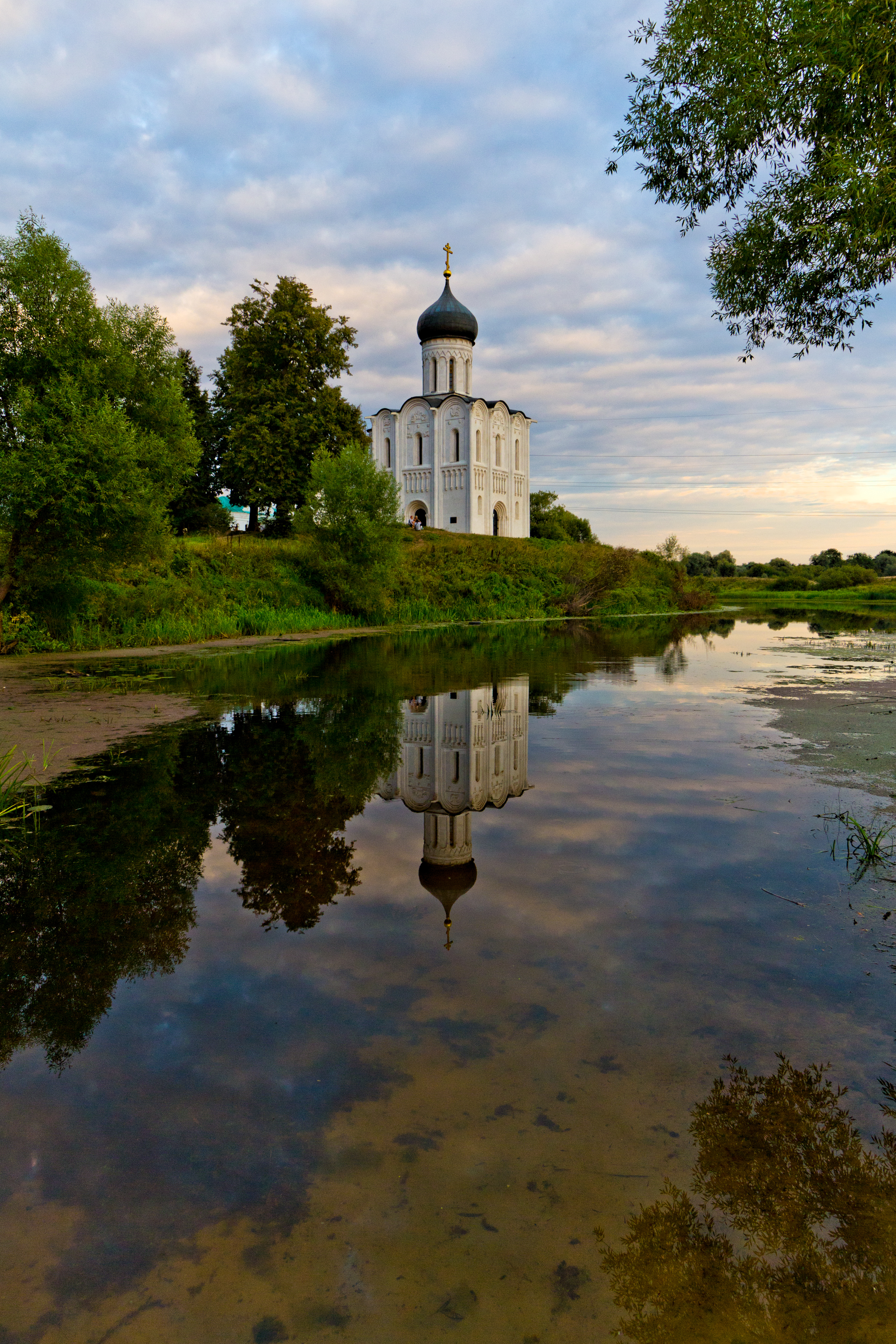
A Igreja da Intercessão à beira do rio Nerl

No interior, o tamanho das colunas diminui no topo, o que neste prédio menor também dá uma impressão de maior altura.
A montagem das pedras das paredes norte e sul é assimétrica, a da parede leste é muito estreita. As dimensões escolhidas para os salientes, para os absides, as travessas das paredes sempre possibilitam um grande equilíbrio de proporções de qualquer lado que se vê. As numerosas pilastras e colunas das paredes externas correspondem à estrutura da estrutura interna da igreja. Estas colunas de pedra destacam-se em três quartos das paredes e cantos do edifício, o que dá ao conjunto um desenho claro e muito preciso.
As fachadas superiores da igreja estão decoradas com baixos-relevos esculpidos. O rei Davi, em glória, segurando um saltério na mão esquerda, cruzando-se com dois dedos da mão direita, é a figura central das fachadas. Na composição da cena de baixos relevos também aparecem leões, pássaros, símbolos do bem e do mal e máscaras femininas. A principal originalidade da Igreja do Nerl e das igrejas de Vladimir e Susdália, em comparação com as igrejas do tipo Kievana, é a riqueza de sua decoração plástica. Esta decoração é a consequência da construção de pedra. Os relevos em pedra recebem melhor a policromia em relação aos tijolos. Cada escultura corresponde a uma pedra de frente que é cortada antes da colocação. Este processo é o mesmo que o das igrejas romanas. Há, no entanto, uma grande diferença entre a escultura susdaliana e a escultura romana: neste último modelo, suas figuras em alto relevo, o primeiro é quase plano. Talvez seja a desconfiança da Igreja Ortodoxa, que é relutante quanto a representações esculpidas, de ter "excomungado" a escultura de vulto . Talvez seja a influência da estética oriental que de forma e não de escultura. Este é o princípio da decoração árabe  . 

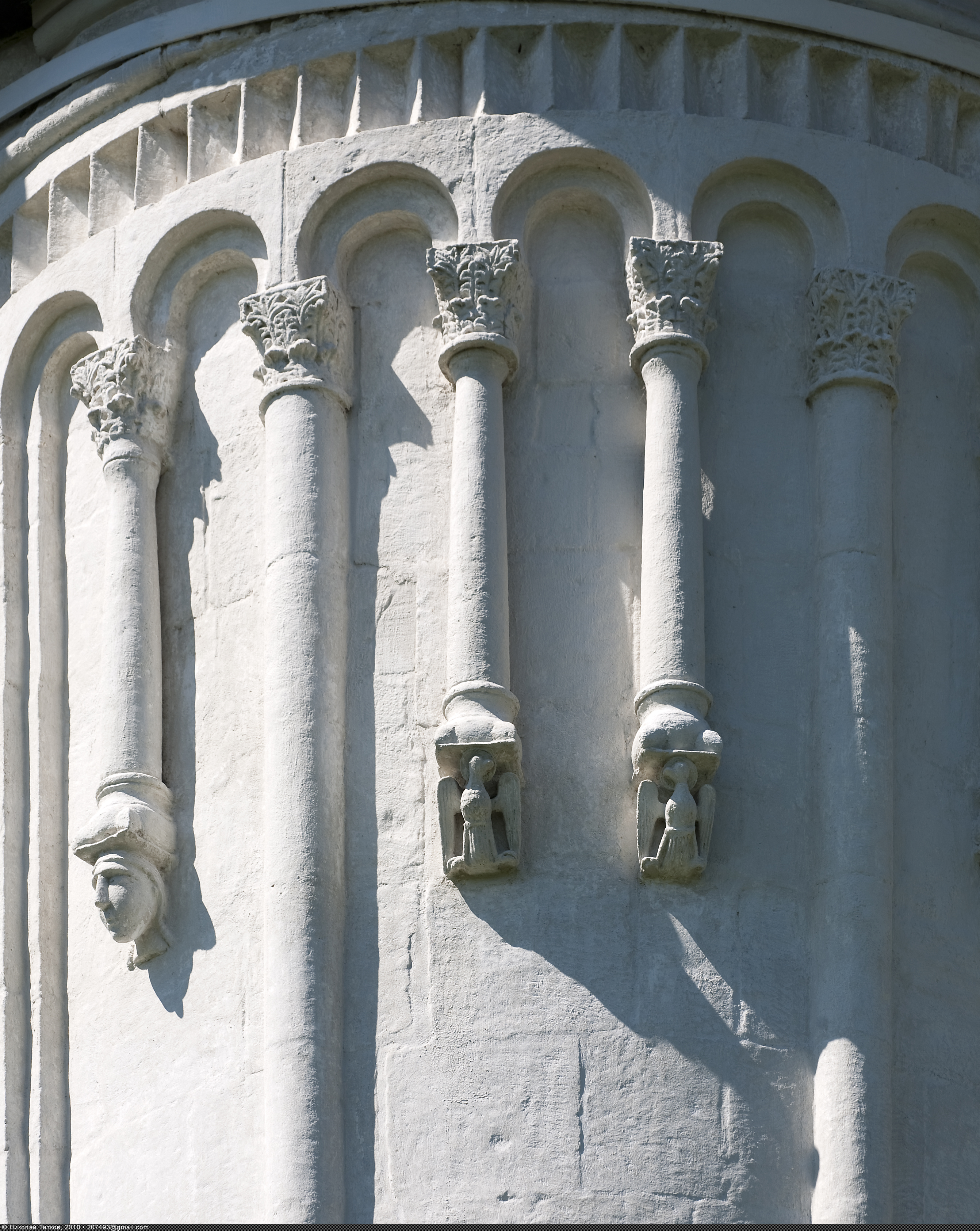
Detalhes da Igreja da Intercessão-da-Virgem.

Na igreja do Nerl, os baixos-relevos são espaçados e confinados ao topo dos três grandes arcos da fachada. A ornamentação ainda está sóbria. Nos tímpanos laterais, grifos esculpidos matam quadrúpedes, depois sete cabeças são dispostas abaixo dessas esculturas e, em ambos os lados da janela central, dois leões cujas caudas são terminadas por uma flósula e um pássaro. Eugène Viollet-le-Duc insiste no caráter asiático dessas representações. A escultura ornamental está próxima dos artistas siríacos, como é mostrado em uma das grandes capitais da porta. Quanto aos perfis, eles lembram muito mais os perfis dos edifícios da Síria central do que os dos próprios bizantinos.
Os afrescos originais das paredes interiores desapareceram completamente (esses afrescos interiores foram removidos durante uma restauração em 1877). Quanto aos baixos-relevos na frente do edifício, eles deram, pelo contrário, a ideia de uma proliferação de representações desse tipo aos construtores da região de Susdália e Vladimir (coma na Igreja da Dormição, por exemplo).
As proporções desejadas e a harmonia geral do edifício foram observadas por muitos historiadores e conhecedores de arte e a Igreja da Intercessão é frequentemente chamada de a mais bonita de toda a Rússia. 
| “                | L’église de l'Intercession sur la Nerl près de Vladimir n'est pas seulement la plus belle construite en Russie, mais est aussi un des monuments les plus importants de l'art mondial… | ” |
| — fr:Igor Grabar | |   |

A Igreja da Intercessão no Nerl, perto de Vladimir, não é apenas a mais bela construída na Rússia, mas também é um dos monumentos mais importantes da arte mundial...— Igor Grabar
O historiador de arte Louis Réau, diretor no início do século XX do prestigiado Instituto Francês de São Petersburgo, evocou-o em termos de louvável.
Esta igreja no Nerl, que é uma forma reduzida da Catedral Saint-Dimitri em Vladimir, é uma das criações mais perfeitas do gênio russo  . Esta igreja foi literalmente copiada em São Petersburgo na igreja "Salvador nas Águas", construída em 1910 pelos arquitetos Pieretiatkovich e Smirnov em comemoração aos marinheiros russos que morreram na batalha de Tsusima durante a Guerra Russo-Japonesa. Cedendo espaço para o Cais Inglês em São Petersburgo, demolida em 1932  .
A adequação desta igreja à paisagem plana do Nerl a torna um exemplo perfeito de uma das constantes da arquitetura russa. A Catedral de Estrasburgo é impensável no campo. As igrejas russas, embora muitas estejam localizadas nas cidades, apenas revelam seu valor estético em um ambiente natural, em uma paisagem de prados e aglomerados de árvores, à beira da água. A Rússia da Europa, com suas planícies, lhes permite quebrar a monotonia de suas paisagens planas  .

## Situação atual

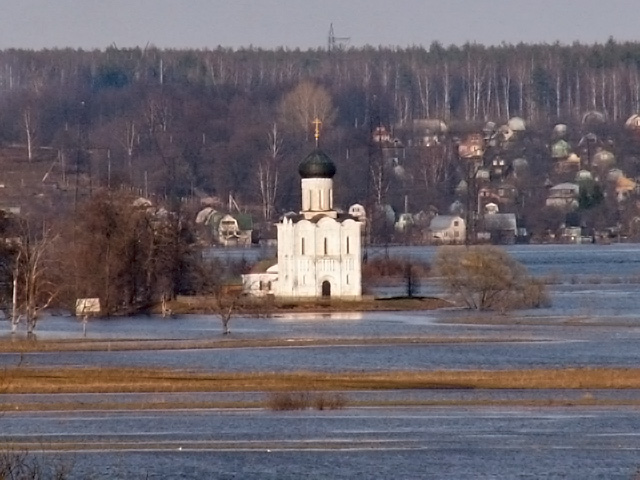
A igreja durante uma enchente do Nerl (2005).

Todos os prados em que a igreja foi construída atualmente fazem parte de uma área natural protegida (Complexo Histórico da Paisagem de Bogoliubovo). A própria igreja está inscrita na Lista do Patrimônio Mundial da UNESCO na propriedade " Monumentos de Vladimir e Susdália ".
Atualmente, a igreja está sob a tutela conjunta do Patriarcado Ortodóxo de Moscou e de toda a Rússia e do Museu d Reserva Naturel de Vladimir-Susdália. Os serviços religiosos são realizados regularmente na igreja, mas fora do horário de culto, o templo também é aberto como local de exibição.